# Mon cousin (film)
 (novembre 2019).
Si vous disposez d'ouvrages ou d'articles de référence ou si vous connaissez des sites web de qualité traitant du thème abordé ici, merci de compléter l'article en donnant les références utiles à sa vérifiabilité et en les liant à la section « Notes et références ».
Pour plus de détails, voir Fiche technique et Distribution.
Mon cousin est un film français réalisé par Jan Kounen, sorti en 2020.

## Synopsis
Pierre Pastié (Vincent Lindon) dirige d'une poigne de fer une grande entreprise familiale, ne vivant que pour elle et laissant sa femme et ses enfants au second plan. Débarque son cousin Adrien (François Damiens) qui détient 18 % du capital, un homme fragile et excessif qui admire Pierre. Il décide de s'impliquer dans la vie de la société, faisant souffler un vent de folie et remettant en cause les plans prévus par Pierre.

## Fiche technique
Sauf indication contraire, les informations mentionnées dans cette section peuvent être confirmées par les bases de données cinématographiques IMDb et Allociné,  présentes dans la section « Liens externes ».
- Titre original : Mon cousin
- Réalisation : Jan Kounen
- Scénario et dialogues : Fabrice Roger-Lacan, avec l'aide de Jan Kounen et Vincent Lindon
- Photographie : Guillaume Schiffman
- Montage : Muriel Douvry
- Musique originale : Anne-Sophie Versnaeyen
- Décors :
- Costumes : Olivier Bériot
- Production : Richard Grandpierre
- Sociétés de production : Eskwad, avec la participation de TF1 Films Productions, UMedia, Pathé
- Budget : 12,391 M€
- Pays d'origine :  France
- Langue originale : français
- Formats : couleur — 2,35:1 — 35 mm — Panavision anamorphique — Kodak — Super 35 (en) — Cinemascope
- Son : Dolby Digital et DTS
- Genre : comédie
- Durée : 104 minutes
- Dates de sortie :
  - France, Belgique : 30 septembre 2020

## Distribution
- Vincent Lindon : Pierre Pastié
- François Damiens : Adrien Pastié
- Pascale Arbillot : Olivia Pastié
- Alix Poisson : Diane
- Capucine Valmary : Léo
- Olivia Gotanègre : Laura
- Lumina Wang : Yung
- Arièle Semenoff : Evelyne Lancelin
- Dominique Bettenfeld : Le coach sportif
- Catherine Davenier : Maître Hulot, la notaire
- Éric Laugérias : Jean Dellac
- Oscar Copp : le capitaine des pompiers
- Anne Benoît : Docteur Vonet
- Bernard Lanneau : le pilote de l'avion
- Albert Dupontel : un patient de l'hôpital psychiatrique
- Gaspar Noé : un patient de l'hôpital psychiatrique
- Jan Kounen : un patient de l'hôpital psychiatrique

## Production

### Tournage
Le Château de La Rivière, appellation Fronsac, est utilisé au tournage de plusieurs scènes. On aperçoit une très petite partie des immenses galeries abritant les millésimes[réf. nécessaire].
Une partie du film a été tournée aux environs de Bergerac.

## Accueil

### Accueil critique
En France, le site Allociné recense une moyenne des critiques presse de 3,1⁄5, sur un total de 19 critiques presse.
Selon Caroline Vié du quotidien 20 Minutes, « Il y avait longtemps que Vincent Lindon n’avait pas fait autant rire et ce registre du « buddy movie » lui convient d’autant mieux que le réalisateur a ajouté une bonne dose de tendresse aux rapports entre les deux hommes. ».
Pour Etienne Sorin du journal Le Figaro, « Malgré cette débauche de moyens et ce goût du cartoon, les acteurs ont le dernier mot. Ce sont eux les vrais effets spéciaux. Ce sont eux qui donnent à Mon cousin sa morale sympathique: les fous ont parfois raison. Et Lindon trouve ici un rôle intéressant. ».

### Box-office
| Pays ou région | Box-office      | Date d'arrêt du box-office | Nombre de semaines |
| -------------- | --------------- | -------------------------- | ------------------ |
| France         | 205 217 entrées | en cours                   | 1                  |
| Monde          |                 | en cours                   | 1                  |

## Analyse